# Vinaceite
Vinaceite är en kommun i Spanien.   Den ligger i provinsen Provincia de Teruel och regionen Aragonien, i den östra delen av landet, 280 km öster om huvudstaden Madrid. Antalet invånare är 308. Arean är 50 kvadratkilometer. Vinaceite gränsar till Almochuel.
Terrängen i Vinaceite är platt.